# Stazione di Verrès
La stazione di Verrès (in francese: gare de Verrès) è una stazione ferroviaria posta lungo la linea Chivasso-Ivrea-Aosta a servizio del paese di Verrès e della Val d'Ayas. È situata al limite sud del centro abitato, tra la rue des Alpes e via della stazione.

## Storia
Nel 1940, nell'ambito dell'italianizzazione dei toponimi valdostani, la stazione assunse la nuova denominazione di "Castel Verres" per poi riprendere la denominazione originaria nell'immediato dopoguerra, in seguito al ripristino dei toponimi in lingua francese della Valle d'Aosta.

## Strutture e impianti
La stazione dispone di un fabbricato viaggiatori di recente ristrutturazione.
Lo scalo presenta 3 binari: i primi due sono di circolazione, utilizzati per il servizio viaggiatori; il terzo, reso tronco lato Aosta, serve per il deposito dei mezzi addetti alla manutenzione della linea.
Sul piazzale della Stazione è presente un monumento all'emigrante, fenomeno molto evidente nel passato in tutta la Valle d'Aosta.
Nel 2021 grazie ad un intervento di Rete Ferroviaria Italiana, sono stati sostituiti tutti i proiettori esterni alla stazione con lampade a LED e sono state installate lampade di emergenza sulle scale-

## Movimento
La stazione è servita da treni regionali svolti da Trenitalia nell'ambito del contratto di servizio stipulato con la Regione Valle d'Aosta.

## Servizi
La stazione dispone dei seguenti servizi:
- Biglietteria a sportello
- Biglietteria automatica
- Sala d'attesa
- Bar

## Galleria d'immagini

Monumento all'emigrante (2008)
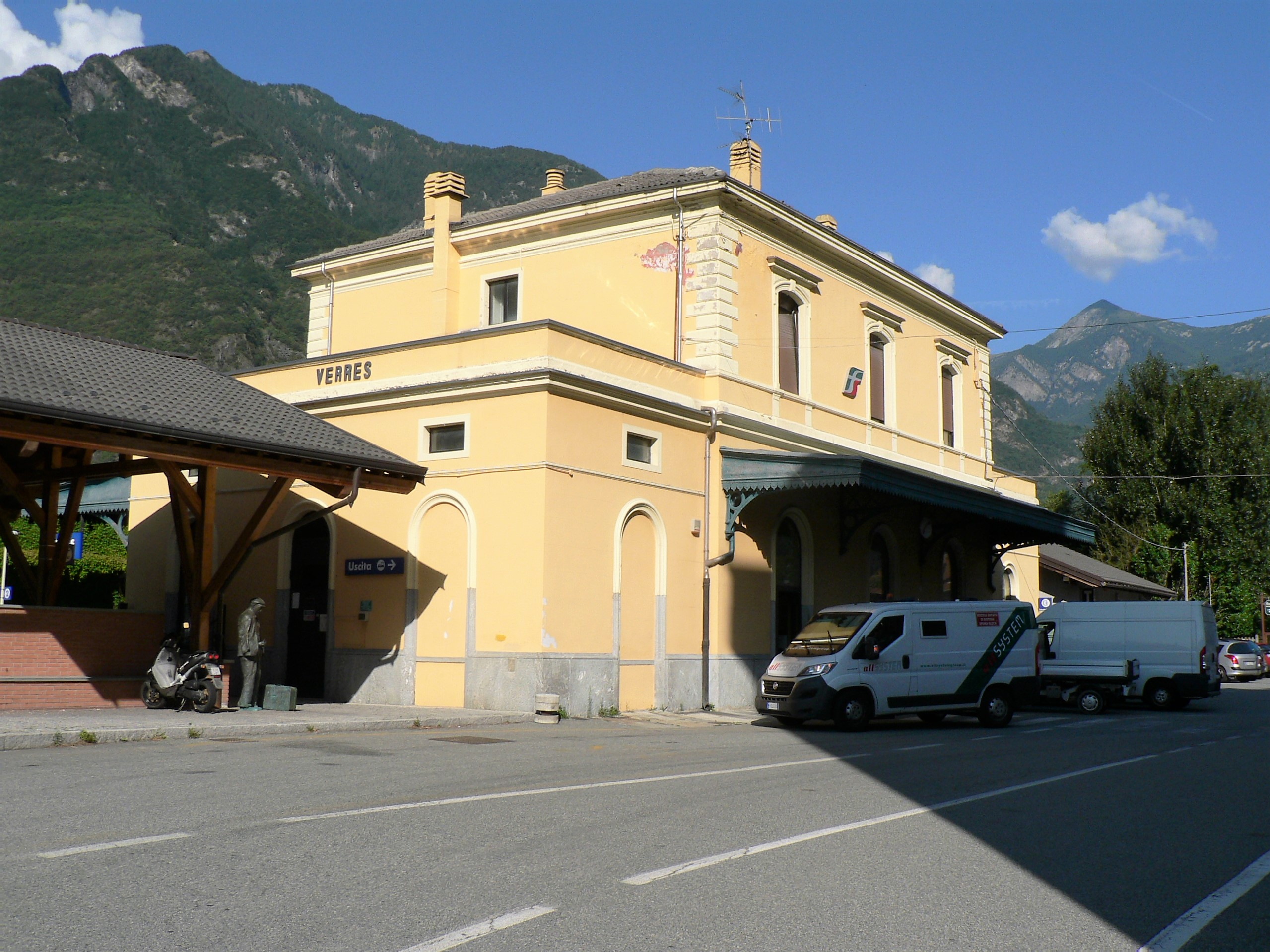
Come si presentava il fabbricato viaggiatori prima dei lavori di restauro
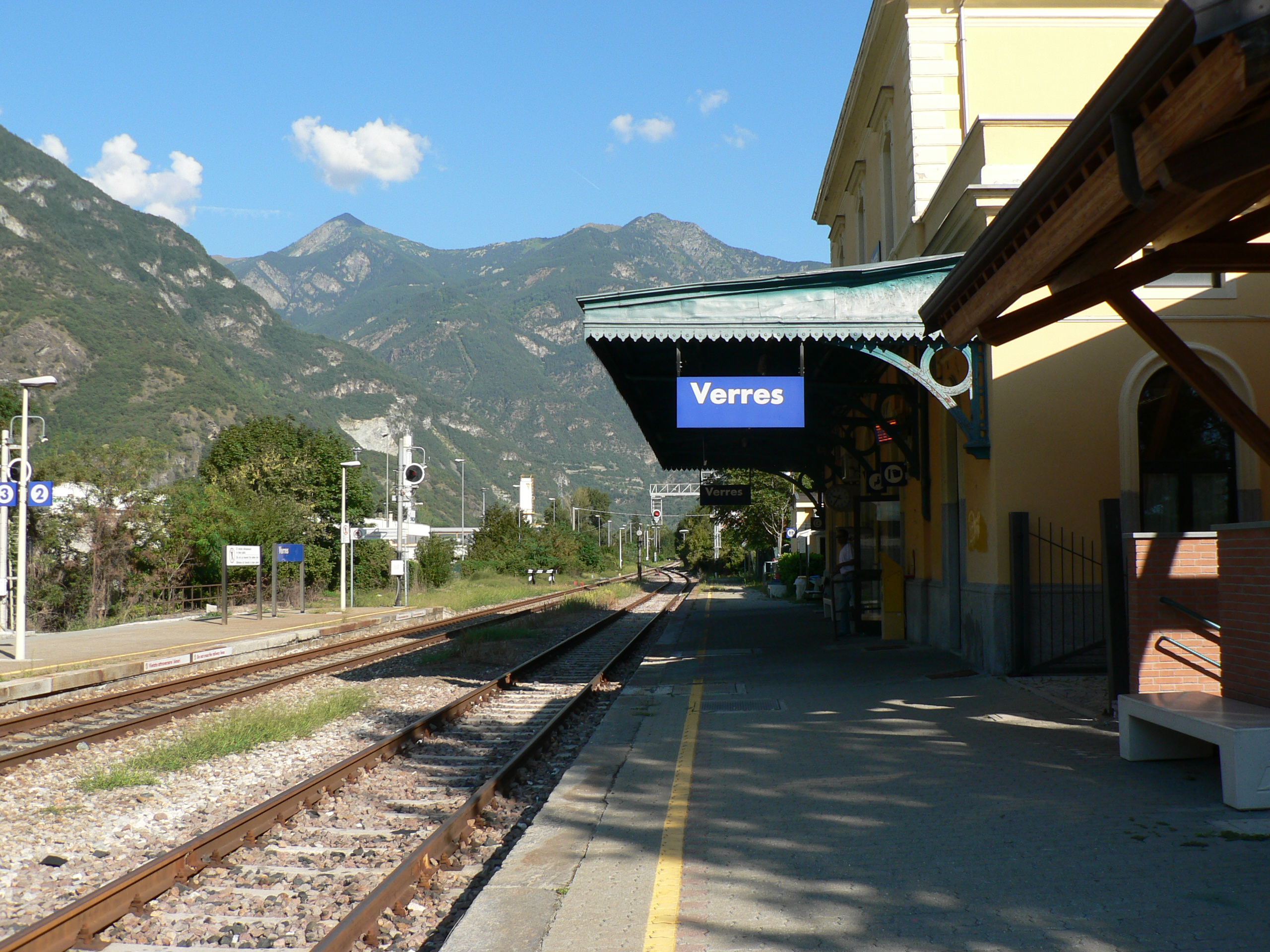
Il piazzale binari
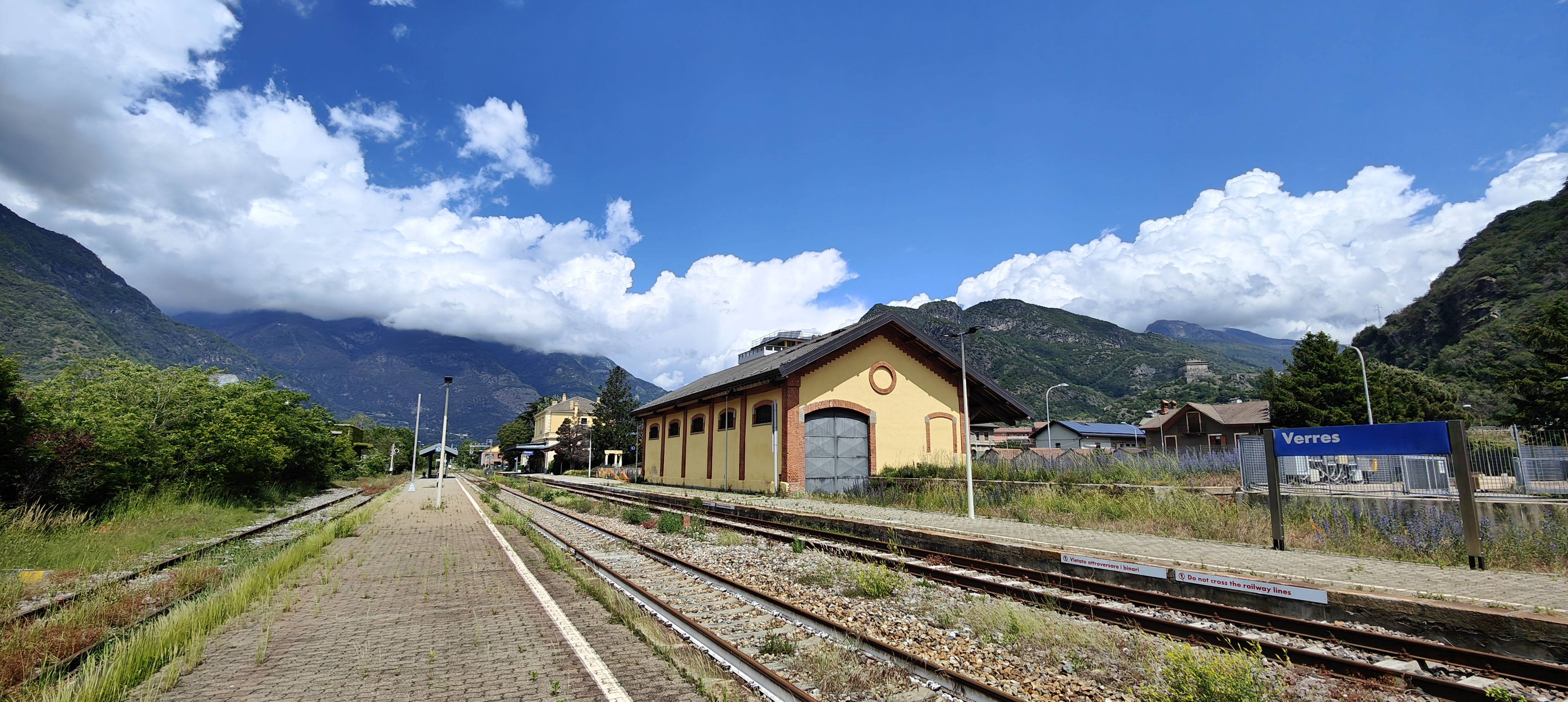
Panoramica piano del ferro (2024). A destra, sullo sfondo, il castello di Verrès